# Amor al riesgo
Amor al riesgo o Amante del riesgo es un concepto usado en economía, finanzas y psicología relacionado con el comportamiento de los consumidores e inversores. El amor al riesgo es la preferencia de una persona a aceptar una oferta con un cierto grado de riesgo antes que otra con algo menos de riesgo pero con menor rentabilidad. Fuera de los campos más matemáticos de la economía y las finanzas, la gente tiene que tomar decisiones sobre cómo enfrentarse a riesgos cada día.
Diremos que un agente muestra amor al riesgo si en el momento de enfrentarse a la decisión de tener que escoger una suma de dinero A o una lotería con el doble de dinero que A, prefiere elegir esto último a optar por la opción más segura.

## Ejemplo
Una persona se le da la posibilidad de elegir entre dos escenarios, uno con una rentabilidad garantizada y otra sin ella. En el escenario garantizado, la persona recibe $ 50. En el escenario de incertidumbre, se lanza una moneda para decidir si la persona recibe $ 100 o nada. El pago esperado para ambos escenarios es de $ 50, lo que significa que una persona que fue insensible al riesgo no le importaría si tomaron la garantía de pago, o la apuesta. Sin embargo, los individuos pueden tener diferentes actitudes ante el riesgo. Una persona que se dice que es:
- aversa al riesgo (Aversión al riesgo) - si él o ella aceptaría un pago determinado ( equivalente cierto ) de menos de $ 50 (por ejemplo, $ 40), en lugar de tomar el juego y posiblemente recibir nada.
- neutral al riesgo (Neutral al riesgo) - si él o ella es indiferente entre la apuesta y un pago cierto de $ 50.
- amante del riesgo - si él o ella aceptaría la apuesta aun cuando el pago garantizado es de más de $ 50 (por ejemplo, $ 60).

La rentabilidad media de la apuesta, conocida como su valor esperado, es de $ 50. La cantidad de dólares que el individuo aceptaría en vez de la apuesta se llama el equivalente de certeza, y la diferencia entre el valor esperado y el equivalente cierto se llama la prima de riesgo . Para las personas con aversión al riesgo, se convierte en positivo, para las personas neutrales al riesgo de que sea cero, y para las personas amantes del riesgo de su prima de riesgo llega a ser negativo. 

## Nota
1. ↑  Jack Meyer (septiembre de 2006). Measuring risk aversion. Now Publishers Inc. pp. 2-. ISBN 978-1-933019-45-1. Consultado el 17 de enero de 2012.

- Datos: Q2154754